# سیمون مروی
سیمون مَروی (فرانسوی: Simone Mareuil‎; ۲۵ اوت ۱۹۰۳ – ۲۴ اکتبر ۱۹۵۴) بازیگر اهل فرانسه بود.
از فیلم‌ها یا برنامه‌های تلویزیونی که وی در آنها نقش داشته‌است می‌توان به سگ اندلسی اشاره کرد.